# Obligación política
El término obligación política es usado habitualmente en filosofía política y jurídica para referirse, de forma abreviada, a la cuestión de si los ciudadanos tienen o no la obligación de obedecer las normas jurídicas de su propio país.
Es un problema que ha interesado a los filósofos desde la Antigüedad, que ha generado importantes debates doctrinales, y que tiene una evidente repercusión en las relaciones entre la gente, ya que somete a una revisión crítica la relación de los ciudadanos con sus gobiernos.
El antecedente histórico más conocido de esta cuestión se encuentra en los Diálogos de Platón, y más concretamente en el Critón. En este texto se describe cómo Sócrates decide cumplir con las leyes de Atenas, y con la sentencia que le ha condenado a muerte, en vez de escapar de la prisión, utilizando diversos argumentos.

## Concepto
La pregunta ¿estamos o no obligados a obedecer el Derecho? es una pregunta moral. Existen razones prudenciales para la obediencia, como el miedo al castigo legal, pero la controversia más relevante es si existen razones morales para obedecer las normas y, en este caso, cuáles serían estas razones. Si la ilegalidad de un acto lo convierte (al menos inicialmente) en un acto incorrecto, es que existe dicha obligación política.
Es importante tener en cuenta que:
-la cuestión se refiere a la obediencia a las normas del propio país, esto es, del país al que una persona se encuentra ligada en calidad de ciudadano. Podemos prescindir de casos más complejos, y centrarnos exclusivamente en el caso más común: la obligación política de una persona que tiene la nacionalidad de un Estado en el que asimismo reside y trabaja.
-se trata de saber si el Derecho es o no una razón independiente para la acción. Muchas normas jurídicas merecen ser cumplidas porque su contenido coincide con un precepto moral (no matar, no hacer daño a otros, no robar, cumplir las promesas y los contratos…), pero lo que nos interesa es determinar si el mero hecho de que una norma jurídica válida exija un comportamiento (o lo prohíba) es, por sí solo, una razón moral suficiente y autónoma para seguirla, al margen de otras consideraciones. Si así fuera, esta razón para actuar sería extensible a todas las normas que forman parte de un orden jurídico.
-la filosofía política y jurídica ha distinguido, en ocasiones, entre “deber” y “obligación”. La obligación política constituye una razón moral para actuar, independiente del contenido de la norma, pero que no es definitiva ni concluyente. Es posible afirmar que existe una razón moral para obedecer las normas jurídicas (una obligación política) pero que, en un caso específico, hay razones morales de peso para desobedecer ciertas normas: ello no implica la inexistencia de obligación política.
Las teorías de la obligación política pueden ser clasificadas en dos grandes grupos: las teorías voluntaristas y las teorías no-voluntaristas. A menudo los argumentos de una y otra clase se usan conjuntamente, como ocurre en el Critón, donde Sócrates expone que el hecho de haber vivido en Atenas largo tiempo le compromete a obedecer las leyes de Atenas, ya que ha recibido de ésta importantes beneficios, por los que debe estar agradecido a la polis, y que ninguna comunidad puede sobrevivir si cada individuo decide por sí mismo si obedece o no las normas.

## Teorías voluntaristas
Estas teorías tienen en común la afirmación de que los ciudadanos de un Estado han dado, de un modo u otro, su consentimiento o aprobación a sus autoridades, y se encuentran por ello vinculados a respetar sus normas. Son nuestros propios actos el fundamento de nuestra obligación de obediencia. En la versión de Thomas Hobbes, por ejemplo, las personas se someten voluntariamente a quien, mediante el poder político, les rescata del estado de naturaleza y les conduce al estado civil.
El principal problema es identificar qué actos de los individuos pueden contar como consentimiento válido a estos efectos. El consentimiento prestado de forma explícita sin duda es una fuente idónea, pero es muy difícil encontrar, en la práctica, ejemplos claros de consentimiento expreso, por lo que los autores han acudido a la noción de consentimiento tácito. Desde John Locke se han desarrollado dos argumentos: residencia y participación.
El primer argumento toma como signo suficiente de consentimiento la residencia continuada en el territorio de un Estado: el hecho de residir habitualmente dentro de sus límites constituiría razón bastante para exigir del individuo la obediencia y el acatamiento a sus autoridades. Los ciudadanos que no hacen uso de las vías y cauces que existen para la crítica pública y la protesta, de la oposición legal, o de la emigración, sino que guardan silencio, tienen que saber que su comportamiento puede ser interpretado por sus conciudadanos como si estuviera de acuerdo con el ordenamiento existente, al menos, en lo esencial. Allí donde la emigración es posible, donde la salida no está limitada jurídicamente, la simple permanencia en silencio en el Estado supone aquiescencia, y asunción de los deberes propios de la ciudadanía.
El segundo argumento introduce una cualificación: no basta con la mera residencia, sino que hay que participar (o poder hacerlo) en la formación de la voluntad de esa comunidad política, por ejemplo, mediante la elección periódica de los representantes de los ciudadanos, a través de los procesos democráticos. El hecho de votar en elecciones libres equivale a consentir a la autoridad de quien salga elegido: las elecciones son un proceso que confiere autoridad legítima al ganador, y con ella el derecho del más votado a exigir obediencia a todos los ciudadanos. Se entendería, así, no sólo que todos quienes emiten su voto en unas elecciones acatan su resultado, sino que han prestado su consentimiento válido en favor del ganador. El ciudadano que vota sabe lo que está haciendo, sabe lo que “significa” su sufragio, y debe someterse a su resultado.
No puede considerarse plenamente voluntarista la teoría del consentimiento hipotético, sugerida por Kant, que ha observado un auge y redescubrimiento notables en las últimas décadas. Para esta línea argumental, no puede encontrarse en las prácticas sociales y políticas un consentimiento efectivo de los miembros de la comunidad. Por ello, se plantea la discusión en términos de instituciones que, hipotéticamente, hubieran merecido (o podrían merecer) nuestro consentimiento como sujetos racionales, en condiciones de plena neutralidad. Un contrato original, concebido por y para individuos hipotéticos, iguales y perfectamente racionales, reflejaría las preferencias e intereses de todos esos individuos. No estamos aquí ante un consentimiento real, ni siquiera implícito, prestado por personas de carne y hueso, sino ante un artificio metodológico ideado para reconstruir un argumento justificador de los principios morales contractualistas.

## Teorías no-voluntaristas
Una primera postura, muy conocida, es la teoría del Derecho Natural. Según ella, las normas del Derecho positivo se inspiran en las leyes de la naturaleza, reglas que son universales e inmutables, y que pueden ser conocidas a través de la recta razón. Sin embargo, estas leyes naturales son, por sí mismas, insuficientes para garantizar el orden y la estabilidad sociales, por lo que se hace necesario establecer unas normas positivas y una autoridad que las haga cumplir. Todas las normas incorporan, de este modo, algunos elementos de justicia. Por ello las normas positivas vinculan a todos los súbditos y deben ser obedecidas.
No debe confundirse esta postura con la teoría del mandato divino, que encontramos por ejemplo en Pablo de Tarso, en la Epístola  a los Romanos, 13:1-2: "todos han de estar sometidos a las autoridades superiores, pues no hay autoridad sino bajo Dios... quien resiste a la autoridad, resiste a la disposición de Dios".
Otro argumento sugiere que plantear la pregunta de si debemos obedecer las normas es una cuestión absurda. Cualquier comprensión correcta de las ideas de “autoridad” y de “derecho” implica, necesariamente, asumir que nuestra conducta ya no es libre, sino que está orientada y dirigida. Ser miembro de una comunidad política supone, por definición, que uno está comprometido a seguir sus reglas.
Una tercera postura es la utilitarista. El utilitarismo sostiene que los actos son buenos o malos en función de las consecuencias que producen. Nuestro deber es comportarnos en la forma que consigamos generar el máximo bienestar, utilidad o felicidad, y no sólo para nosotros, sino en conjunto. Desde esta perspectiva, se afirma que seguir la regla “obedece el Derecho” produce, en la gran mayoría de los casos, mejores consecuencias que la regla contraria, o que la ausencia de reglas.
Otra tesis señala que el deber de obediencia a las normas puede ser fundamentado de forma instrumental, como medio para conseguir fines valiosos. Se dice que es preferible cumplir las normas que han sido promulgadas por las autoridades, tras un determinado procedimiento, y con el objetivo de promover la cooperación, que actuar en cada caso según nuestro propio criterio de evaluación moral. En este sentido,  nuestro juicio individual queda “en suspenso” (salvo casos muy excepcionales) y es reemplazado por las reglas que efectivamente operan en la comunidad y la organizan.
Otros autores consideran que el ámbito de la autoridad (y de las normas jurídicas) es el de las funciones sociales necesarias; estas funciones, como el orden, la seguridad, o la coordinación social, no pueden conseguirse si no hay un hábito de respeto por las leyes.
Otro argumento es el de la gratitud. Se dice que los ciudadanos tienen un deber de gratitud hacia las autoridades por los beneficios que reciben al vivir en una sociedad ordenada y gobernada por reglas. Son las ventajas de la vida en común las que fundamentan el deber de obediencia.
Finalmente existe el argumento del juego limpio o “fair play”. Casi todos los que participan en una organización social están limitando y restringiendo su libertad en aras de obtener ventajas cooperativas. Si cada uno hiciera lo que le parece oportuno, estas ventajas desaparecerían.  Quienes disfrutan de los beneficios del sistema social sin asumir su parte de responsabilidad (por ejemplo, sin pagar sus impuestos) se comportan como gorrones (“free riders”) y defraudan a sus conciudadanos al tomar ventaja injusta sobre ellos.
Es importante resaltar que este último argumento hace descansar el deber de obediencia no en nuestra relación con la autoridad, sino con el resto de los ciudadanos. No cumplir las normas que no nos gustan, pero aprovecharnos de que los demás si actúen conforme a Derecho, nos coloca en una situación de privilegio injusto frente a ellos.

## Obligación política y democracia
Las aproximaciones voluntaristas y no-voluntaristas han fracasado en su intento de fundamentar una obligación política general, que opere en todos los sistemas jurídicos. Por ello otros autores han buscado un enfoque alternativo, y se han centrado en los rasgos específicos de ciertos Estados, que incorporan unos principios y valores que no están presentes en otros sistemas. En concreto, el modelo de democracia constitucional que conocemos hoy día, con elecciones periódicas, y con tutela jurisdiccional de los derechos fundamentales, ofrece un ejemplo muy claro. Puede afirmarse, así, que una democracia constitucional que funcione correctamente, y que garantice los derechos y libertades de sus ciudadanos, puede presentar unos argumentos mucho más sólidos para exigir la obediencia que un sistema no democrático.